# Marcia Reale d'Ordinanza
Marcia reale d'Ordinaza var nationalsång i Kungariket Italien fram till rikets undergång år 1946.
Sångens fullständiga namn är Fanfara e marcia reale d'ordinanza: dell'esercito Italiano.
Musiken komponerades 1831 av Giuseppe Gabetti på beställning av Huset Savojen som först regerade över Kungariket Sardinien och senare över Kungariket Italien. 
Officiellt hade sången ingen text men genom åren var det ett flertal poeter som skrev olika texter till musiken.
Under Benito Mussolinis diktatur mellan åren 1922 och 1943 var sången fortfarande kungarikets officiella nationalsång men spelades då bara när kungen var närvarande och efterföljdes alltid av Nationella fascistpartiets egen hymn Giovinezza.
Den 12 oktober 1946 deklarerade försvarsministern att den officiella hymnen istället skulle vara Il Canto degli Italiani som därmed blev republiken Italiens nationalsång.